# 湖南圣经学院
湖南圣经学院，原名為長沙聖經學院，是一所基督教神学院，位于中华人民共和国湖南省省会长沙市。

## 歷史
湖南圣经学院由内地会美国传教士创办于1917年，设于韭菜园，为美国洛杉矶圣经学院（今美国拜歐拉大學）分校。该校建成一组西式建筑群，为当时湖南省“最讲究、最气派的建筑”。1930年代，神学家陈崇桂主持该校工作。
1937年11月，北京大学、清华大学、南开大学为避战火，南迁长沙，组建国立长沙临时大学，租借湖南圣经学院为其校址。次年2月，该校西迁云南，即西南联合大学。1938年11月8日，湖南圣经学院遭到日军飞机轰炸，随即又遭遇文夕大火破坏。
1951年，湖南圣经学院脱离与美国差会的关系，不久被并入北京燕京神学院，校舍被政府机关占用，为湖南省政府二院第三办公楼。1990年湖南圣经学校租用房屋恢复办学。1993年迁入马王堆乡校址。